# Gallos de Aguascalientes
Gallos de Aguascalientes ist ein mexikanischer Fußballverein mit Sitz in Aguascalientes, Aguascalientes. 

## Geschichte
Als 1994 die Primera División 'A' eingeführt wurde, die die Segunda División in ihrer Rolle als zweithöchster Spielklasse im mexikanischen Vereinsfußball ablöste, erwarb der Inhaber einer Taquería-Kette in Los Angeles die Lizenz zur Teilnahme und stellte in Aguascalientes eine Mannschaft auf die Beine, da die Stadt bis zu diesem Zeitpunkt noch nie im Profifußball vertreten war.
Die neu formierten Gallos (span. für Hähne) beendeten die Eröffnungssaison der Primera A auf dem vorletzten Tabellenplatz und hätten sich somit auch für die kommende Spielzeit einen Platz in der zweiten Liga gesichert, weil nur der Tabellenletzte (Caimanes de Tabasco) den Weg in die dritte Liga antreten musste. Doch die Gallos verkauften ihre Lizenz an die Coyotes de Saltillo und zogen sich in die mittlerweile nur noch drittklassige Segunda División zurück.
Nach dem Gewinn der Drittligameisterschaft im Sommer 1998 kehrten die Gallos auf sportlichem Wege in die Primera División 'A' zurück und machten gleich im Torneo Invierno 1998 (Hinrunde der Saison 1998/99) auf sich aufmerksam, als sie diese als Tabellenführer beendeten. In der anschließenden Liguilla scheiterten sie jedoch bereits im Viertelfinale gegen Chivas Tijuana (0:0 und 0:1). Derselbe Gegner erwies sich auch in der Repechaje des anschließenden Torneo Verano 1999 (Rückrunde der Saison 1998/99) als Stolperstein für die Gallos, die auch in diesem Vergleich (diesmal 0:0 und 0:3) ohne eigenen Torerfolg blieben.
Nach einer enttäuschenden Saison 1999/00, in der sie beide Turniere als Gruppenletzte abgeschlossen hatten, verbuchten die Gallos im Torneo Invierno 2000 ihren größten Erfolg überhaupt und holten sich den Titel durch einen Finalsieg über die Reboceros de La Piedad. Nach einem 1:1 vor eigenem Publikum gewannen die Gallos das Rückspiel in der Fremde mit 5:3. Nachdem die Reboceros das Rückrundenturnier der Saison 2000/01 gewonnen hatten, kam es zwischen beiden Mannschaften zum großen Saison- und Aufstiegsfinale. Nach einem 1:0-Heimsieg verloren die Gallos das Rückspiel mit 1:4 und mussten daher auch zukünftig in der zweiten Liga spielen. In der Rückrunde der darauffolgenden Saison 2001/02 drangen die Gallos noch einmal bis ins Halbfinale vor, wo sie diesmal mit 0:2 und 2:3 am späteren Aufsteiger San Luis FC scheiterten.
Vor der nächsten Saison 2002/03 zog der in der Primera División spielende Traditionsverein Necaxa nach Aguascalientes, wodurch die Position des Zweitligisten Gallos nachhaltig geschwächt wurde. Daher veräußerten die Verantwortlichen die Lizenz an den Club Deportivo Guadalajara, der somit seinem Filialteam Tapatío einen Startplatz in der zweiten Liga ermöglichte.
2012 kamen Bestrebungen auf, die Gallos wieder in einer Profiliga starten zu lassen. Seit der Saison 2012/13 ist die wiederbelebte Profimannschaft unter der neuen Bezeichnung Gallos Hidrocálidos de Aguascalientes in der Tercera División vertreten, wo sie aktuell (Saison 2016/17) der Gruppe XII zugeordnet ist. Der neue Zusatz im Vereinsnamen (Hidrocálidos) nimmt Bezug auf den Spitznamen der Stadtbewohner, der sich aus den hiesigen Thermalquellen herleitet und auch der Stadt einst ihren Namen gab (Aguas Calientes = Heißes Wasser).

## Erfolge
- Meister der Primera División 'A': Invierno 2000
- Meister der Segunda División: Verano 1998

## Bekannte Spieler
- Isaac Terrazas (1994–1995)